# Moyen allemand occidental

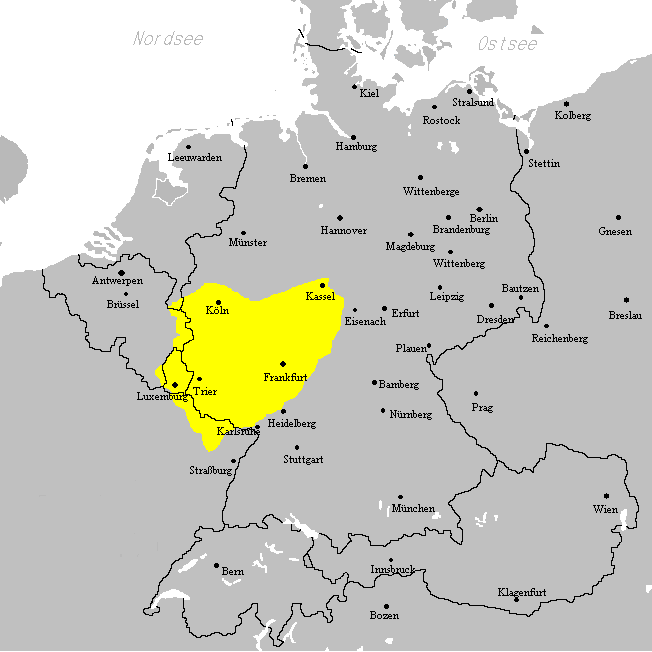
Situation géographique du moyen-allemand occidental.

Le moyen-allemand occidental (en allemand : Westmitteldeutsch) est un groupe de dialectes germaniques. Cette appellation désigne les dialectes de la partie ouest du moyen allemand, opposé au moyen-allemand oriental. Il regroupe des langues franciques subdivisées en deux branches, le moyen francique et le francique rhénan. Ces parlers n'ont subi que partiellement la seconde mutation consonantique.

## Classification des principaux dialectes

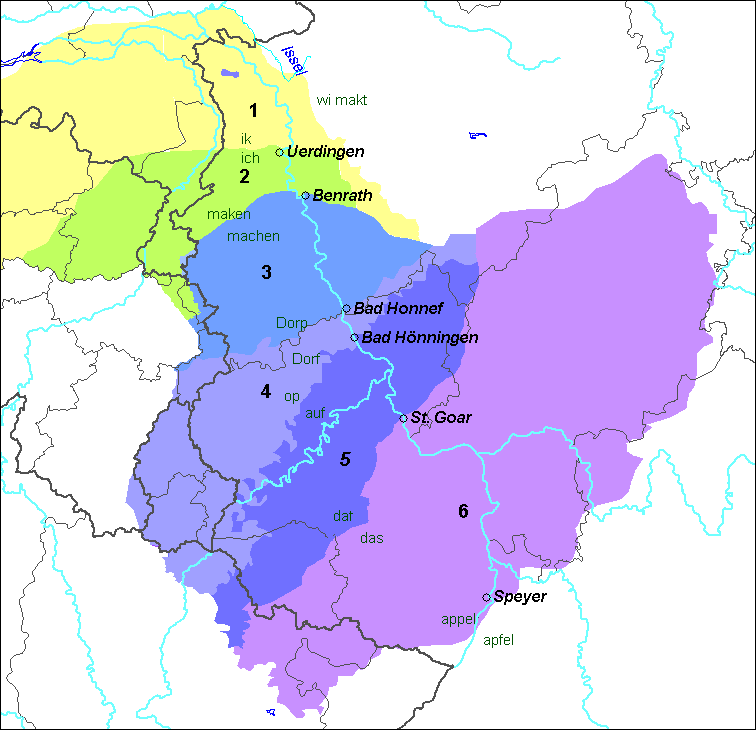
Aires géographiques des variétés de moyen-allemand occidental : 3 Francique ripuaire, 4 Francique luxembourgeois, 5 Francique mosellan, 6 Francique rhénan (1-2 ne sont pas du moyen-allemand)

Parlé dans l'ouest de l'Allemagne et dans les zones adjacentes de la France (Moselle et Bas-Rhin), du Luxembourg, de la Belgique et des Pays-Bas, on en distingue deux dialectes régionaux principaux : 
- Le moyen francique subdivisé en :
  - francique ripuaire, parlé dans le land de Rhénanie-du-Nord-Westphalie (notamment le Kölsch), dans une partie des cantons de l'Est en Belgique, et dans une petite zone des Pays-Bas près de Maastricht ;
  - francique mosellan, un dialecte qui est parlé le long de la Moselle dans le pays de Nied du département de la Moselle, dans une partie de la Sarre, dans le land de Rhénanie-Palatinat, dans le sud de l'Eifel et le nord du Hunsrück, dans la zone du Rhin moyen et de la Lahn, dans le Westerwald ainsi que dans le Siegerland en Westphalie ;
    - le dialecte saxon de Transylvanie est une variété de francique mosellan

  - francique luxembourgeois (parfois inclus (en intégralité ou seulement la partie en Allemagne) dans le francique mosellan) ou Luxembourgeois, parlé :
    - au Luxembourg, où il est langue nationale,
    - dans le pays d'Arlon (dialecte arlonais) et de Saint-Vith en Belgique,
    - dans le nord-ouest du département de la Moselle (francique luxembourgeois de Lorraine), autour de Thionville (Diddenuewen),
    - dans une zone limitrophe en Allemagne dont les limites nord et est avec le francique mosellan au sens non large sont floues
- Le francique rhénan subdivisé en :
  - palatin, un dialecte du Palatinat rhénan et des zones adjacentes de la Sarre, du Bas-Rhin et du land de Hesse ;
    - l'allemand de Pennsylvanie est issu du palatin

  - hessois, parlé en Hesse et dans les zones adjacentes de la Rhénanie-Palatinat (la Hesse rhénane), de l'État de Bavière (en Basse-Franconie) et de l'ouest de la Thuringe ;
  - francique rhénan de Lorraine, parlé dans l'est du département de la Moselle et en Alsace bossue ;
  - alsacien de Strasbourg, historiquement enclave linguistique au milieu du bas-alémanique issue de la noblesse franque en Alsace mais désormais syncrétisme entre francique rhénan et bas-alémanique.

Le moyen-allemand occidental comprend le groupe polyphylétique (basé sur des frontières politiques et non linguistiques) du francique lorrain (ou platt lorrain) qui en rassemble les dialectes de Moselle germanophone, à savoir le francique rhénan de Lorraine (sans le parler d'Alsace bossue), le francique luxembourgeois de Lorraine et le francique mosellan en France, et qui inclut parfois l'alsacien (pourtant du bas-alémanique) parlé dans une partie du pays de Sarrebourg.
Sur la frontière septentrionale de la région linguistique, il existe une zone de transition progressive au bas francique (le néerlandais) et au bas allemand (le bas saxon). À la frontière sud, il y a des transitions fluides avec le francique oriental, le francique méridional et l’alémanique.